# Tufeni
Tufeni est une commune du județ d'Olt en Roumanie.
Sa population était de 2 495 habitants en 2021.